# Linia kolejowa Bzenec – Moravský Písek
Linia kolejowa Bzenec – Moravský Písek (Linia kolejowa nr 342 (Czechy)) – jednotorowa, niezelektryfikowana linia kolejowa o znaczeniu regionalnym w Czechach. Łączy Bzenec i Moravský Písek. Przebiega w całości przez terytorium Kraju południowomorawskiego.